# Paolo Faragò
Paolo Pancrazio Faragò (Catanzaro, 12 februari 1993) is een Italiaans voormalig voetballer die doorgaans speelde als middenvelder. Tussen 2012 en 2024 was hij actief voor Novara, Cagliari, Bologna, Lecce en Como.

## Clubcarrière
Faragò speelde in de jeugdopleiding van Novara. Zijn professionele debuut in het eerste elftal maakte hij op 6 oktober 2012, toen op bezoek bij Reggina met 1–0 verloren werd door een doelpunt van Rodrigo Ely. Faragò begon op als wisselspeler aan het duel en viel na zevenenzeventig minuten in voor Francesco Marianini. In januari 2017 maakte de middenvelder de overstap naar Cagliari, waar hij zijn handtekening zette onder een verbintenis voor de duur van drieënhalf jaar. Faragò en Cagliari verlengden dit contract na een jaar al tot medio 2022.
In januari 2021 werd de middenvelder voor het restant van het seizoen verhuurd aan Bologna, dat tevens een optie tot koop verkreeg. Na zijn terugkeer kwam hij opnieuw weinig aan spelen toe bij Cagliari, waarop Faragò in januari 2022 voor de tweede maal verhuurd werd, dit keer aan Lecce. Na deze verhuurperiode vertrok de middenvelder definitief bij Cagliari, toen hij in augustus voor twee jaar tekende bij Como. Vanaf mei 2023 had hij last van een heupblessure, waardoor hij in januari 2024 op dertigjarige leeftijd besloot een einde achter zijn actieve loopbaan te zetten.

## Clubstatistieken
| Seizoen | Club      | Competitie | Competitie | Competitie | Beker | Beker | Internationaal | Internationaal | Totaal | Totaal |
| Seizoen | Club      | Competitie | Wed.       | Dlp.       | Wed.  | Dlp.  | Wed.           | Dlp.           | Wed.   | Dlp.   |
| ------- | --------- | ---------- | ---------- | ---------- | ----- | ----- | -------------- | -------------- | ------ | ------ |
| 2012/13 | Novara    | Serie B    | 16         | 2          | 1     | 0     | —              | —              | 17     | 2      |
| 2013/14 | Novara    | Serie B    | 37         | 4          | 2     | 2     | —              | —              | 39     | 6      |
| 2014/15 | Novara    | Serie C    | 20         | 1          | 1     | 0     | —              | —              | 21     | 1      |
| 2015/16 | Novara    | Serie B    | 39         | 7          | 1     | 0     | —              | —              | 40     | 7      |
| 2016/17 | Novara    | Serie B    | 20         | 4          | 3     | 0     | —              | —              | 23     | 4      |
| 2016/17 | Cagliari  | Serie A    | 9          | 0          | 0     | 0     | —              | —              | 9      | 0      |
| 2017/18 | Cagliari  | Serie A    | 35         | 2          | 1     | 0     | —              | —              | 36     | 2      |
| 2018/19 | Cagliari  | Serie A    | 26         | 1          | 3     | 0     | —              | —              | 29     | 1      |
| 2019/20 | Cagliari  | Serie A    | 21         | 1          | 1     | 0     | —              | —              | 22     | 1      |
| 2020/21 | Cagliari  | Serie A    | 8          | 0          | 1     | 1     | —              | —              | 9      | 1      |
| 2020/21 | → Bologna | Serie A    | 1          | 0          | 0     | 0     | —              | —              | 1      | 0      |
| 2021/22 | Cagliari  | Serie A    | 1          | 0          | 0     | 0     | —              | —              | 1      | 0      |
| 2021/22 | → Lecce   | Serie B    | 8          | 1          | 1     | 0     | —              | —              | 9      | 1      |
| 2022/23 | Como      | Serie B    | 17         | 0          | 0     | 0     | —              | —              | 17     | 0      |
| 2023/24 | Como      | Serie B    | 0          | 0          | 0     | 0     | —              | —              | 0      | 0      |
| Totaal  | Totaal    | Totaal     | 258        | 23         | 15    | 3     | 0              | 0              | 263    | 25     |